# Gabriele Galateri di Genola
Gabriele Galateri di Genola e di Suniglia (Roma, 11 gennaio 1947) è un dirigente d'azienda e banchiere italiano.
Già presidente di Mediobanca, Telecom Italia e delle Assicurazioni Generali,  è presidente dell'Istituto italiano di tecnologia (IIT)

## Biografia
Figlio del generale Angelo Galateri di Genola, la cui famiglia godette nobiltà presso i Savoia, conseguì la laurea in Giurisprudenza alla "Sapienza" di Roma e un MBA alla Columbia University.
Nel 1969 iniziò la carriera universitaria alla Sapienza come assistente di scienza delle finanze, ma già negli anni settanta fu responsabile di rilievo al Banco di Roma e poi direttore finanziario del gruppo Saint Gobain in Italia e poi a Parigi.
Nel 1977 entrò in FIAT, chiamato da Cesare Romiti come responsabile del settore finanza estera.
Amministratore delegato dell'IFIL nel 1986, dal 1993 al 2002 ne fu anche direttore generale.
Il 27 giugno 2002 fu nominato amministratore delegato della FIAT a fianco di Paolo Fresco. Per la prima volta nella storia della FIAT la carica di amministratore delegato veniva svolta congiuntamente da due dirigenti; non essendo ciò previsto dallo statuto, una seduta straordinaria tenutasi il 12 settembre successivo lo modificò per permettere tale anomalia.
La sua nomina fu considerata "una svolta definitiva nella storia del Gruppo Fiat", segnando, secondo alcuni, una sconfitta di Gianni Agnelli, secondo altri una sorta di "commissariamento da parte delle banche", secondo altri ancora segnando la trasformazione della Fiat in pura "finanziaria di partecipazioni". Galateri però lascia la carica nel dicembre dello stesso 2002.
Dal 2003 al 2007 è stato presidente di Mediobanca. Nel 2007 lo stesso comitato nomine di Mediobanca lo scelse come presidente di Telecom Italia in sostituzione di Pasquale Pistorio (ufficialmente entra in carica il 3 dicembre 2007).
L'8 aprile 2011 divenne presidente delle Assicurazioni Generali e lasciò Telecom. Il 23 dicembre dello stesso anno fu nominato presidente dell'Istituto italiano di tecnologia (IIT) dal comitato esecutivo, di cui era già membro, succedendo così nella carica a Vittorio Grilli.
Fu presidente delle Assicurazioni Generali fino al 28 febbraio 2022, quando passò il testimone ad Andrea Sironi.
Ha ricoperto inoltre le cariche di consigliere e membro del comitato non esecutivo di Banca CRS, Banca Carige, Italmobiliare, Azimut-Benetti, Fiera di Genova, Edenred e dell'Istituto Europeo di Oncologia (IEO). È inoltre membro del comitato di presidenza dell'Associazione Civita (società no-profit che si occupa di arte e cultura).
Galateri è sposato con la manager Evelina Christillin, dalla quale ha avuto una figlia.